# Martin Blumenson
Martin Blumenson, né le 8 novembre 1918 à New York et mort le 15 avril 2005 à Washington, est un historien militaire américain qui sert comme officier historique avec les troisième et septième armées pendant la Seconde Guerre mondiale et qui devient plus tard un auteur prolifique. Il publie notamment une biographie du général George S. Patton.

## Biographie
Né à New York et élevé à Bernardsville, New Jersey dans une famille d'origine juive russe, Martin Blumenson est diplômé de la Bernards High School en 1935 et son nom est inscrit sur le mur d'honneur de l'école en 2015.
Martin Blumenson étudie à l'Université Bucknell et à l'Université de Harvard, obtenant un diplôme de deuxième cycle universitaire des deux établissements en 1942. Pendant la Seconde Guerre mondiale, il devient officier dans l'armée des États-Unis et sert en tant qu'officier d'histoire avec les forces américaines dans la campagne d'Europe centrale de 1944 à 1945. Après la guerre, il reste en France pendant des années, épouse une française et partage ensuite son temps entre la France et les États-Unis.
Pendant la guerre de Corée, Martin Blumenson sert à nouveau dans l'armée américaine et l'unité qu'il commande (3e détachement historique) est rattaché au IX corps . Après la guerre de Corée, il travaille au Bureau du chef de l'histoire militaire, contribuant à deux ouvrages à l' histoire officielle de l'armée américaine sur la Seconde Guerre mondiale, Breakout and Pursuit et Salerno to Cassino. Travaillant pour l'OCMH jusqu'en 1967, il travaille ensuite pour l' administration Johnson en tant que conseiller auprès de la Commission consultative nationale du président sur les troubles civils. Il enseigne également ou donne des conférences dans de nombreuses institutions, parmi lesquelles l'Académie militaire américaine, l'Académie navale américaine et la Citadelle,,.
Au cours de sa carrière, Martin Blumenson écrit 17 ouvrages sur l'histoire militaire de la Seconde Guerre mondiale en Afrique du Nord et en Europe. Ses travaux sur Patton, The Patton Papers et Patton: The Man behind the Legend, 1885–1945 reçoivent des éloges.
En 1995, il reçoit le prix Samuel Eliot Morison pour l'ensemble de son œuvre décerné par la Society for Military History.
Son dernier ouvrage est publié en 2001.
Pianiste talentueux, il joue au Carnegie Hall. Il meurt le 15 avril 2005 à Washington, DC.
En 2020, des accusations ont d'abord été publiées, selon lesquelles il aurait modifié une entrée du journal de guerre du général Patton (Patton-Papers 1974) concernant le massacre de Chenogne (en remplaçant des soldats paramédicaux par des soldats), ce qui a été abordé dans une correction ultérieure, car Martin Blumenson a utilisé, au lieu du journal original de Patton, une copie dactylographiée avec le contenu modifié.

## Éducation
- B.A. et M.A., Bucknell University, 1939, 1940.
- M.A., Harvard University, 1942.

## Sélection d'ouvrages
- (en) Anzio: The Gamble that Failed, Cooper Square Press, 2001 (1re éd. 1963) (ISBN 978-0815411291)
- (en) Bloody River: The Real Tragedy of the Rapido, Houghton Mifflin, 1970 (OCLC 1020217216, lire en ligne )
- (en) The European Theater of Operations: Breakout and Pursuit, Center of Military History, 1993 (1re éd. 1961) (LCCN 61-6000, lire en ligne)
- (en) The duel for France, 1944, Da Capo Press, 2000 (1re éd. 1963) (ISBN 9780306809385, OCLC 566324440)
- (en) Kasserine Pass, Houghton Mifflin, 1967 (OCLC 397114, lire en ligne )
- Mark Clark, The Last of the Great World War II Commanders. 1984. Congdon & Weed, NY. Also Methuen Pubs, Canada  (ISBN 0-86553-123-4)
- (en) Masters of the Art of Command, Easton Press, 1992 (1re éd. 1975) (OCLC 28230097)
- (en) Patton: The Man Behind the Legend, 1885–1945
- (en) The Patton Papers: 1940–1945
- (en) Salerno to Cassino (ISBN 9780160380686, lire en ligne)
- (en) Sicily, Whose Victory?
- (en) The Vilde Affair: Beginnings of the French Resistance